# إبراهيم بن سعد بن أبي وقاص
إبراهيم بن سعد بن أبي وقاص كان أحد ولاة اليمن في عهد عبد الله بن الزبير، بدلا عن عبد الله بن عبد الرحمن الذي عَزَله ابن الزبير. والده الصحابي سعد بن أبي وقاص أول من رمى بسهم في سبيل اللّٰه، وإنه من بني زُهرة أخوال النبي محمد،  أصبح والده في عهد الخليفة عمر بن الخطاب قائداً للجيش إبان فتح العراق، والفتح الإسلامي لفارس، ويعد من الصحابة، العشرة المبشرون بالجنة.

## نسبه
هو : إبراهيم بن سَعْد بن أَبي وقاص، واسم أَبي وقاص: مالك بن وُهَيب وقيل: أُهيب بن عبد مناف بن زُهْرة بن كلاب بن مرة بن كعب بن لؤي بن غالب بن فهر بن مالك بن النضر بن كنانة بن خزيمة بن مدركة بن إلياس بن مضر بن نزار بن معد بن عدنان، القرشي، الزُهري. أُمُّه زَبْراء ابنة الحارث بن يَعْمَر بن شَراحيل بن عبد عوف بن مالك بن جناب بن قيس بن ثعلبة بن عُكابة بن صَعب بن عليّ بن بكر بن وائل، وأنَّها أُصيبت سِباءً.

## رواية الحديث
كان إبراهيم من رواة الحديث، فقد ذكر ابن سعد في طبقاته الكبرى: إن إبراهيم روى عن علي، وكان ثقة كثير الحديث.
واشار البخاري، ومسلم، والنسائي، وابن ماجة على إن «إبراهيم بن سعد بن أبي وقاص» روى عن أبيه وأسامة بن زيد وخزيمة بن ثابت، و (روى) عنه ابن أخته سعد بن إبراهيم بن عبد الرحمن بن عوف، وحبيب بن ابي ثابت، وأبو جعفر الباقر، قال ابن سعد: كان ثقة كثير الحديث، قلت وقال العجلي: مدني تابعي ثقة، وهو من رجال التهذيب، وقال يعقوب بن شيبة: معدود في الطبقة الثانية من فقهاء أهل المدينة بعد الصحابة، وذكره ابن حبان في الثقات، وهو من رجال الصحيحين وغيرهما.

## بعض أحاديثه
- حدثنا علي قال: حدثنا يحيى بن سعيد ومحمد بن جعفر قالا: حدثنا شعبة قال: حدثني حبيب بن ابي ثابت عن إبراهيم بن سعد قال: سمعت أسامة يحدث سعداً عن النبي صلى الله عليه وسلم قال: إذا وقع الطاعون بارض وانتم بها فلا تخرجوا منه...[14]
- حدثنا مروان بن معاوية ثنا توبة بن سالم قال: حدثنا إبراهيم بن سعد بن أبي وقاص كان سعد يخرج بعد العشاء فيقول الحقوا بأهليكم.[15]

## أخوته
أخوته الذكور هم:
- إسحاق الأكبر أمّه ابنة شِهاب بن عبد الله بن الحارث بن زُهْرة، أكبر أخوة إبراهيم، وكان يكنى والده سَعد به. وُلد في عهد النبيّ، ومات صغيرًا.
- عُمَرُ الأكبر، أمه ماوِيّة بنت قَيْس بن مَعْدِ يكَرِبَ، استعمله عبيد الله بن زياد على الرّيّ وهمذان، فلمّا قدم الحسين بن علي العراق أمره عبيدُ الله بن زياد أن يسير إليه وبعث معه أربعة آلاف، فقاتله حتى قُتل الحسين. ولمّا غلب المختار بن أبي عبيد الثقفي على الكوفة قتل عمر بن سعد وابنه حفصًا.
- محمّد بن سعد، أمه ماوِيّة بنت قَيْس بن مَعْدِ يكَرِبَ، كان ممن ثار على الحجاج بن يوسف الثقفي مع ابن الأشعث، فأُسر يومَ دير الجماجم، فقتله الحجاج.[18]
- عامر، أمّه أمّ عامر بنت عمرو، تابعي، وأحد رواة الحديث النبوي، توفي عامر بن سعد سنة 96 هـ بالمدينة المنورة في خلافة الوليد بن عبد الملك.[19]
- إسحاق الأَصغر، أمّه أمّ عامر بنت عمرو.
- إسماعيل، أمّه أمّ عامر بنت عمرو.
- موسى، أمّه ابنة الحارث بن يَعْمُرَ بن شراحيل.
- عبد الله بن سعد، أمّه سلمى من بني تغلب بن وائل.
- مُصْعَبُ بن سعد، أمّه خَوْلَةُ بنت عمرو بن أوس، نزل الكوفة، وقد روى عن عليّ، وكان ثقةً كثير الحديث، وتوفّي بالكوفة سنة ثلاثٍ ومائة.[20][21]
- عبد الله الأصغر، أمّه أمّ هلال بنت ربيع بن مُرَيّ.
- بُجَيْر واسمه عبد الرّحَمن، أمّه أمّ هلال بنت ربيع بن مُرَيّ.
- عُمير بن سعد الأكبر، أمّه أمّ حكيم بنت قارض من بني كنانة، هلك قبل أبيه.
- عُمير الأصغر، وأمّه سَلْمى بنت خَصَفَة، قُتل يوم الحَرّة في ذي الحجّة سنة ثلاثٍ وستّين.[22]
- عمر الأصغر، وأمّه سَلْمى بنت خَصَفَة.
- عمران، وأمّه سَلْمى بنت خَصَفَة.
- صالح بن سعد، أمّه طيّبَةُ بنت عامر بن عُتْبة بن شراحيل، كان نزل الحِيرَةَ لشَرٍّ وقع بينه وبين أخيه عمر بن سعد ونزلها وَلَدُهُ ثمّ نزلوا رأسَ العين.
- عثمان، وأمّه أمّ حُجير.

أخواته الإناث هن:
| - أمّ الحَكَمِ الكبرى، أمّها ابنة شِهاب بن عبد الله بن الحارث بن زُهْرة. - حَفْصَةُ، أمها ماوِيّة بنت قَيْس بن مَعْدِ يكَرِبَ. - أمّ القاسم، أمها ماوِيّة بنت قَيْس بن مَعْدِ يكَرِبَ. - أمّ كلثوم، أمها ماوِيّة بنت قَيْس بن مَعْدِ يكَرِبَ. - أمّ عمران، أمّها أمّ عامر بنت عمرو. - أمّ الحكم الصغرى، أمّها ابنة الحارث بن يَعْمُرَ بن شراحيل. - أمّ عمرو، أمّها ابنة الحارث بن يَعْمُرَ بن شراحيل. - هند، أمّها ابنة الحارث بن يَعْمُرَ بن شراحيل. - أمّ الزّبير، أمّها ابنة الحارث بن يَعْمُرَ بن شراحيل. | - أمّ موسى، أمّها ابنة الحارث بن يَعْمُرَ بن شراحيل. - حَميدة، وأمّها أمّ هلال بنت ربيع بن مُرَيّ. - حَمْنَةُ، وأمّها أمّ حكيم بنت قارض من بني كنانة حُلفاءِ بني زُهرة. - أمّ عمرو، وأمّها سَلْمى بنت خَصَفَة. - أمّ أيّوب، وأمّها سَلْمى بنت خَصَفَة. - أمّ إسحاق، وأمّها سَلْمى بنت خَصَفَة. - رملة، وأمّها أمّ حُجير. - عَمْرَة وهي العمياء تزوّجها سهيل بن عبد الرّحمن بن عوف وأمّها امرأة من سَبي العرب. - عائشة بنت سعد، أمها ابنة الحارث بن يَعْمُرَ، توفيت عام 117 هـ، وهي من رواة الحديث. |

## ولايته على اليمن
في عام 61 من الهجرة أصبح الأمر لعبد الله بن الزبير، بعد وفاة يزيد بن معاوية، فاستخلف على اليمن عدة ولاة، من بينهم عبد الله بن عبد الرحمن، فأقام مدة ثم عزله بابراهيم بن سعد. وكان ابن الزبير قد بعث عبد الله بن عبد الرحمن على بعض أعمال اليمن فمد يده إلى أموالها، وأعطى أعطية سنية، وبث في قريش منها أشياء جزيلة، فأثنت عليه قريش ووفدوا إليه، فأسنى لهم العطايا فبلغ ذلك عبد الله بن الزبير، فحسده وعزله بابراهيم بن سعد بن أبي وقاص.
وسار إبراهيم إلى اليمن وفي زبيد إلتقى بعبد الله وطلب منه تسليمه الحساب فقال: ليس بيني وبينك حساب وعمل وتركه متوجها إلى مكة. وكان الشاعر أبو دهبل الجمحي قد إستأذن صاحبه عبد الله بن عبد الرحمن بصحبة الوقاصي، فأذن له، وسار معه حتى إذا دخلوا صنعاء، لقيهم بحير بن ريسان في نفر كثير من الفرس وغيرهم.

## وفاته
إبراهيم بن سعد بن أبي وقاص الزُهري المدني، ثقة من (الطبقة) الثالثة، مات بعد المائة.